# Kakuni
El kakuni (角煮, literalment «quadrat a foc lent») és un plat de porc brasejat japonès. És un meibutsu (producte regional popular) de Nagasaki. El seu origen és molt probablement xinès, essent semblant al dongpo rou, encara que amb menys salsa. Durant les dinasties Ming i Song, la principal ruta comercial sino-japonesa anava de Hangzhou a Kyūshū. Molts xinesos vivien a les principals ciutats portuàries de Kyūshū, com Nagasaki, així com molts japonesos vivien a Hangzhou. D'aquesta manera es va popularitzar el consum de porc a les principals ciutats de Kyūshū. La variació regional d'Okinawa s'anomena rafute.

## Preparació
El kakuni es fa amb daus gruixuts de cansalada cuita a foc lent amb dashi, salsa de soja, mirin, sucre i sake. Al cuinar-lo durant molt de temps a baixa temperatura, el col·lagen es desfà en gelatina, mantenint la carn sucosa i al mateix temps violentadament tendra, fet que permet menjar-lo fàcilment amb bastonets. Aquest plat se serveix sovint amb cibulet, daikon i karashi.